# 小行星6345
小行星6345（英語：6345 Hideo）是一颗围绕太阳公转的小行星。1994年1月5日，圓舘金、渡邊和郎在北见发现了此天体。
这颗小行星的绝对星等为130.8478995767488等。